# Старо-Иванцовский сельсовет
Старо-Иванцовский сельсовет, до 7 сентября 1941 года Альт-Веймарский сельский совет — упразднённый в 1947 году сельсовет на территории современного Палласовского района Волгоградской области. Центр сельсовета — село Альт-Веймар (с.1941 г. — Старая Иванцовка).

## История
Возникла как немецкая колония, до октября 1918 года в Ней-Галкинской, до 1914 года — Торгунской волости Новоузенского уезда Самарской губернии.
После образования в 1918 году трудовой коммуны (автономной области) немцев Поволжья село Альт-Веймар входило сначала в Торгунский район Ровенского уезда (до ликвидации уездов в 1921 г.); 15 мая 1921 года декретом ВЦИК РСФСР Торгунский район был переименован в Палласовский район, а в 1922 года преобразован в Палласовский кантон, к которому село относилось вплоть до ликвидации АССР немцев Поволжья в 1941 году. Село Альт-Веймар являлось административным центром Альт-Веймарского сельского совета.
В 1926 г. в Альт-Веймарский сельсовет входили: село Альт-Веймар, хутора Рау, Мецлер, Крамер, Юнг, Крахмал.
7 сентября 1941 года село Альт-Веймар, как и другие населённые пункты Палласовского кантона, вошло в состав Сталинградской области
Указом Президиума Верховного Совета РСФСР от 04 апреля 1942 года № 620/34 были переименованы следующие сельсоветы и населенные пункты Палласовского района: 1) с. Эйхеншваб — в с. им. Тельмана; 2) с. Ней-Веймар — в с. Новая Иванцовка, центр Новоиванцовского сельсовета; 3) с. Штрасбург — в с. Ромашки, центр Ромашковского сельсовета; 4) с. Франкрейх — в с. Селянка, центр Селянского сельсовета; 5) с. Альт-Веймар — в с. Старая Иванцовка, центр Старо-Иванцовского сельсовета
Постановлением секретариата Президиума Верховного Совета РСФСР от 23 октября 1947 года протокол № 10, решением исполкома Сталинградского облсовета депутатов трудящихся от 17 ноября 1947 года № 43/2699 были ликвидированы Старо-Иванцовский и Соляновский (так в документе) сельский Советы, подчинив с. Старую Иванцовку Ново-Иванцовскому сельсовету и с. Соляновку — Ромашковскому сельсовету (ГУ «ГАВО». Ф.Р — 686. Оп.5. Ед.хр.163. Л.105-106)

## География
Центр сельсовета — село Альт-Веймар (Старая Ванцовка; также Старая Иванцовка, Воронцовка) находилась на прав. берегу р. Торгун, в 11 км к зап. от ж.-д. станции Палласовка.

## Религия
Лютеранские приходы Торгун/Моргентау, Веймар (с 1876). В центре сельсовета — селе Альт-Веймар — действовал молельный дом. В 1908 г. церковная община насчитывала 1262 прихожанина